# Les Villedieu
Les Villedieu és un municipi francès situat al departament del Doubs i a la regió de Borgonya - Franc Comtat. L'any 2007 tenia 154 habitants.

## Demografia

### Població
El 2007 la població de fet de Les Villedieu era de 154 persones. Hi havia 56 famílies de les quals 12 eren unipersonals (4 homes vivint sols i 8 dones vivint soles), 12 parelles sense fills, 16 parelles amb fills i 16 famílies monoparentals amb fills.
La població ha evolucionat segons el següent gràfic:
Habitants censats

### Habitatges
El 2007 hi havia 132 habitatges, 60 eren l'habitatge principal de la família, 67 eren segones residències i 5 estaven desocupats. 72 eren cases i 60 eren apartaments. Dels 60 habitatges principals, 45 estaven ocupats pels seus propietaris, 14 estaven llogats i ocupats pels llogaters i 1 estava cedit a títol gratuït; 2 tenien dues cambres, 11 en tenien tres, 15 en tenien quatre i 32 en tenien cinc o més. 56 habitatges disposaven pel capbaix d'una plaça de pàrquing. A 28 habitatges hi havia un automòbil i a 29 n'hi havia dos o més.

### Piràmide de població
La piràmide de població per edats i sexe el 2009 era:
| Homes | Edats   | Dones |
| ----- | ------- | ----- |
| 0     | 95 o +  | 0     |
| 0     | 90 a 94 | 0     |
| 0     | 85 a 89 | 4     |
| 0     | 80 a 84 | 4     |
| 0     | 75 a 79 | 4     |
| 0     | 70 a 74 | 0     |
| 4     | 65 a 69 | 4     |
| 4     | 60 a 64 | 4     |
| 8     | 55 a 59 | 4     |
| 0     | 50 a 54 | 4     |
| 0     | 45 a 49 | 4     |
| 8     | 40 a 44 | 0     |
| 0     | 35 a 39 | 8     |
| 8     | 30 a 34 | 4     |
| 0     | 25 a 29 | 4     |
| 0     | 20 a 24 | 0     |
| 4     | 15 a 19 | 12    |
| 0     | 10 a 14 | 4     |
| 8     | 5 a 9   | 4     |
| 12    | 0 a 4   | 0     |

## Economia
El 2007 la població en edat de treballar era de 97 persones, 78 eren actives i 19 eren inactives. De les 78 persones actives 73 estaven ocupades (41 homes i 32 dones) i 5 estaven aturades (1 home i 4 dones). De les 19 persones inactives 9 estaven jubilades, 4 estaven estudiant i 6 estaven classificades com a «altres inactius».

### Ingressos
El 2009 a Les Villedieu hi havia 68 unitats fiscals que integraven 166,5 persones, la mediana anual d'ingressos fiscals per persona era de 16.696 €.

### Activitats econòmiques
Dels 5 establiments que hi havia el 2007, 2 eren d'empreses de construcció, 1 d'una empresa d'hostatgeria i restauració, 1 d'una empresa de serveis i 1 d'una empresa classificada com a «altres activitats de serveis».
Dels 3 establiments de servei als particulars que hi havia el 2009, 1 era una lampisteria, 1 electricista i 1 restaurant.
L'any 2000 a Les Villedieu hi havia 9 explotacions agrícoles que ocupaven un total de 415 hectàrees.

## Poblacions més properes
El següent diagrama mostra les poblacions més properes.